# Chiesa di San Pietro (Piacenza)
La chiesa di San Pietro è una chiesa cattolica situata a Piacenza e dedicata a san Pietro Apostolo che, secondo la tradizione, è considerato il primo Papa della Chiesa.

## Storia
L'attuale chiesa venne costruita sul sito dell'antica chiesa di San Pietro in Foro andata distrutta a causa di un incendio nel 1174. L'antica struttura includeva l'antico foro romano dall'809.
Tra il 1582 e il 1583 la Compagnia di Gesù (Gesuiti) arrivò a Piacenza su invito del duca Ranuccio I Farnese, ottenendo nel 1584 il complesso di San Pietro in Foro a causa della sua cessione da parte di don Antonio Via. I gesuiti rasero l'antica struttura e la sostituirono con la chiesa attuale, con lavori di costruzione che durarono tra il 1585 e il 1587. La costruzione iniziò nel luglio 1585 su progetto dell’architetto gesuita Giorgio Soldati, con la consacrazione che avvenne il 3 dicembre 1587. Nel 1607 i gesuiti vi fondarono un seminario.
Tra il 1613 e il 1620 la Compagnia di Gesù decise di ampliare l’area presbiteriale e la sacrestia, facendo anche costruire l’attuale torre campanaria nell’area di un palazzo della famiglia Scotti acquisito dalla congregazione. La costruzione della torre risulta conclusa prima del 1673.
Il duca di Parma Ferdinando, consigliato da du Tillot, cacciò i gesuiti dai suoi stati nel febbraio 1768 i quali, di conseguenza, dovettero abbandonare la chiesa di San Pietro. Successivamente il 21 luglio 1773 papa Clemente XIV, con breve Dominus ac Redemptor, soppresse la Compagnia.
I Gesuiti tornarono alcuni decenni dopo le guerre napoleoniche, fino a quando se ne andarono definitivamente nel 1848, con l'edificio che venne usato come palestra fino al 1893 quando il comune lo passò nuovamente alla diocesi. Nello stesso anno fu ristabilita la sede parrocchiale dal vescovo Giovanni Battista Scalabrini.
Nei primi decenni del 1900 la chiesa subì ulteriori lavori di restauro, compresa l'attuale facciata, costruita tra il 1935 e il 1936 in materiale lapideo ad opera di Giovanni Gazzola (1871-1962).
Il vicino Palazzo del Collegio dei Gesuiti fu completato verso il 1593 e avvolge in parte la chiesa. L’ala destra è attualmente occupata dalla Biblioteca Passerini-Landi, funzionante dal 1774. Dall’anno seguente alla soppressione dell'ordine da parte del duca Ferdinando, il collegio ospitò le scuole pubbliche e dal 1774 la Biblioteca con volumi dei Gesuiti e copie di volumi dalla Palatina di Parma.
La biblioteca accoglie, tra tante preziose opere, il più antico codice datato (1336) della Divina Commedia, copiato da un amanuense, e il Salterio di Angilberga.